# 2353 Alva
2353 Alva (1975 UD) là một tiểu hành tinh vành đai chính được phát hiện ngày 27 tháng 10 năm 1975 bởi Wild, P. ở Zimmerwald.